# Resolute Mountain
Resolute Mountain är ett berg i Kanada.   Det ligger i provinsen Alberta, i den centrala delen av landet, 3 000 km väster om huvudstaden Ottawa. Toppen på Resolute Mountain är 2 922 meter över havet.
Terrängen runt Resolute Mountain är varierad. Resolute Mountain ligger uppe på en höjd som går i öst-västlig riktning. Trakten runt Resolute Mountain är nära nog obefolkad, med mindre än två invånare per kvadratkilometer.. Det finns inga samhällen i närheten.
Trakten runt Resolute Mountain består i huvudsak av gräsmarker.